# جزيرة مامولا

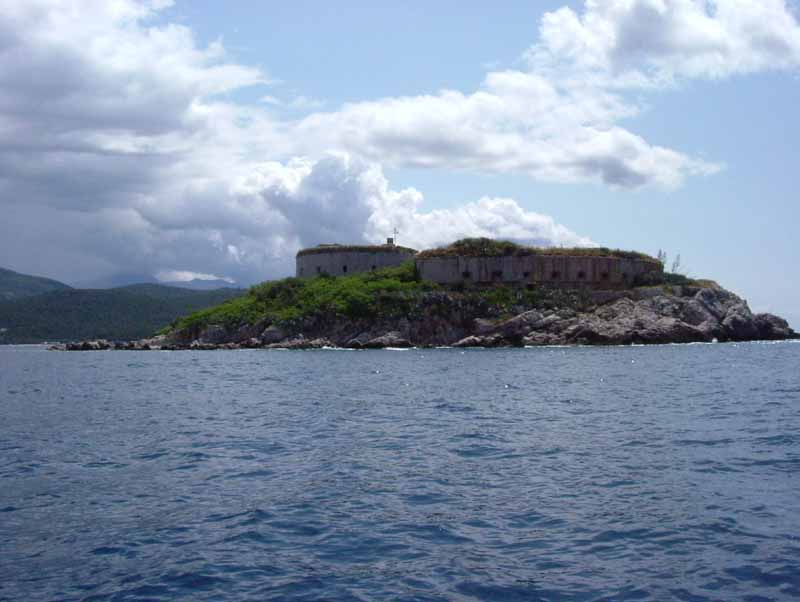
مامولا

جزيرة مامولا هي جزيرة صغيرة غير مأهولة في البحر الأدرياتيكي، في الجزء الجنوبي الغربي لبلدة هيرسيج نوفي في الجبل الأسود.
تقع جزيرة مامولا عند مدخل خليج كوتور. هي عبارة عن جزيرة صغيرة ذات شكل دائري بقطر يصل إلى 200 متر. تبعد عن بلدة هيرسيج نوفي مسافة 3.4 ميل بحري (6.3 كـم).

## التاريخ
كانت الجزيرة تعرف باسم روندينا خلال فترة حكم جمهورية البندقية.
تحتوي الجزيرة على حصن بني في عام 1853 من قبل الجنرال النمساوي المجري لازاروس فون مامولا. تحتل القلعة حوالي 90٪ من مساحة سطح الجزيرة. كان حصن جزيرة مامولا يشكل جزءًا من خطط الطوارئ للجيش النمساوي المجري لمنع دخول العدو إلى خليج كوتور.

### معسكر اعتقال في الحرب العالمية الثانية
خلال الحرب العالمية الثانية، من 30 مايو 1942 فصاعداٌ، حولت القوى الفاشية لمملكة إيطاليا تحت قيادة بينيتو موسوليني حصن مامولا إلى معسكر اعتقال. كان معسكر الاعتقال معروفًا بالتعذيب والقسوة على السجناء. جاء معظم سجناء المعتقل من المناطق المجاورة.
يعتقد بأن حوالي 2000 شخص تعرضوا للسجن في الجزيرة خلال فترة حكم موسولوني، وحوالي 130 منهم قضوا نحبهم في السجن نتيجة التعذيب أو الموت جوعاً. 

### تطوير إلى منتجع فاخر
في أوائل يناير 2016، رداً على اعتراضات سجناء سابقين في الجزيرة، وافقت حكومة الجبل الأسود على خطة لتحويل موقع معسكر الاعتقال السابق إلى منتجع شاطئي فاخر من قبل الشركة السويسرية أوراسكوم للتنمية القابضة، تحت بند تأجير لمدة 49 عام.  كان الأمين العام السابق للأمم المتحدة بطرس بطرس غالي قد كتب في وقت سابق لبرلمان الجبل الأسود معربا عن دهشته من أن «الحل الوحيد للحفاظ على القلعة واستخدامها هو مجرد مصلحة عمل واتفاق خصخصة». 